# República Sérvia de Krajina
A República Sérvia de Krajina (em sérvio Republika Srpska Krajina; RSK - em cirílico Република Српска Крајина) foi uma entidade sérvia autoproclamada da Croácia durante a década de 1990.

## História
A história da República Sérvia de Krajina está diretamente vinculada ao processo de desintegração da Iugoslávia.
Em 22 de janeiro de 1990, o então presidente iugoslavo Slobodan Milošević lançou seu projeto de "Grande Sérvia", em que uniria todos os sérvios em um só Estado. Estimulados por Milošević, em outubro daquele ano, os sérvios da região de Krajina, na Croácia, iniciaram seu processo de autoproclamação, que culminou com a criação da Região Autônoma Sérvia de Krajina, oficialmente declarada em 28 de fevereiro de 1991 - que anunciava ainda a intenção de se separar da Croácia caso esta se declarasse independência da Iugoslávia.
Em 12 de maio daquele ano, um referendo restrito aos sérvios de Krajina decidiu pela independência do controle croata, mas dentro da República da Iugoslávia. Não houve reconhecimento internacional Tropas iugoslavas são enviadas à região.

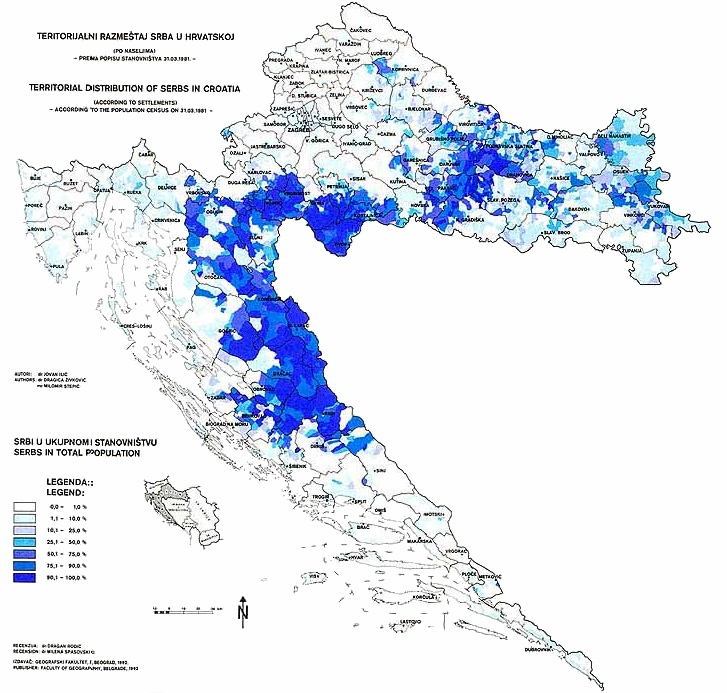
População de sérvios em território croata (de acordo com o censo pré-guerra de 1991)

Logo depois, começaram os primeiros confrontos entre sérvios e croatas pela hegemonia da região. Em 25 de junho daquele ano, Croácia e Eslovênia proclamaram independência da Iugoslávia, reconhecida pela Comunidade Europeia no ano seguinte.
Em 19 de dezembro, Milan Babić (presidente da Região Autônoma Sérvia de Krajina - e futuramente acusado de cometer crimes de guerra) e Goran Hadžić (presidente da Região Autônoma Sérvia da Eslavônia, Baranja e Srijem Ocidental) declararam as duas regiões como um único Estado sérvio dentro da Croácia, com o nome de República Sérvia da Krajina. Em fevereiro de 1992, a república autoproclamou-se independente.
Em 4 de agosto de 1995, as tropas croatas lançaram a "Operação Tempestade", com a qual reconquistaram grande parcela da República Sérvia de Krajina (a outra parte estava na Eslavônia Oriental, sob administração das Nações Unidas), em que centenas de milhares de sérvios foram expulsos da região. No final daquele ano, seriam assinados os acordos de paz de Dayton/Paris (que reconhecia as fronteiras internacionais da Bósnia e Herzegovina e confirmava o direito ao regresso de todos os refugiados a suas casas) e de Erdut (que previa a reintegração pacífica da Eslavónia Oriental na Croácia e que foi concluído em janeiro de 1998).

## Geografia
A RSK situava-se ao redor da fronteira entre a Croácia e a Bósnia e Herzegovina.